# Anathallis adenochila
Anathallis adenochila är en orkidéart som först beskrevs av Johan Albert o Constantin Loefgren, och fick sitt nu gällande namn av Fábio de Barros. Anathallis adenochila ingår i släktet Anathallis och familjen orkidéer. Inga underarter finns listade i Catalogue of Life.